# 웬디 리

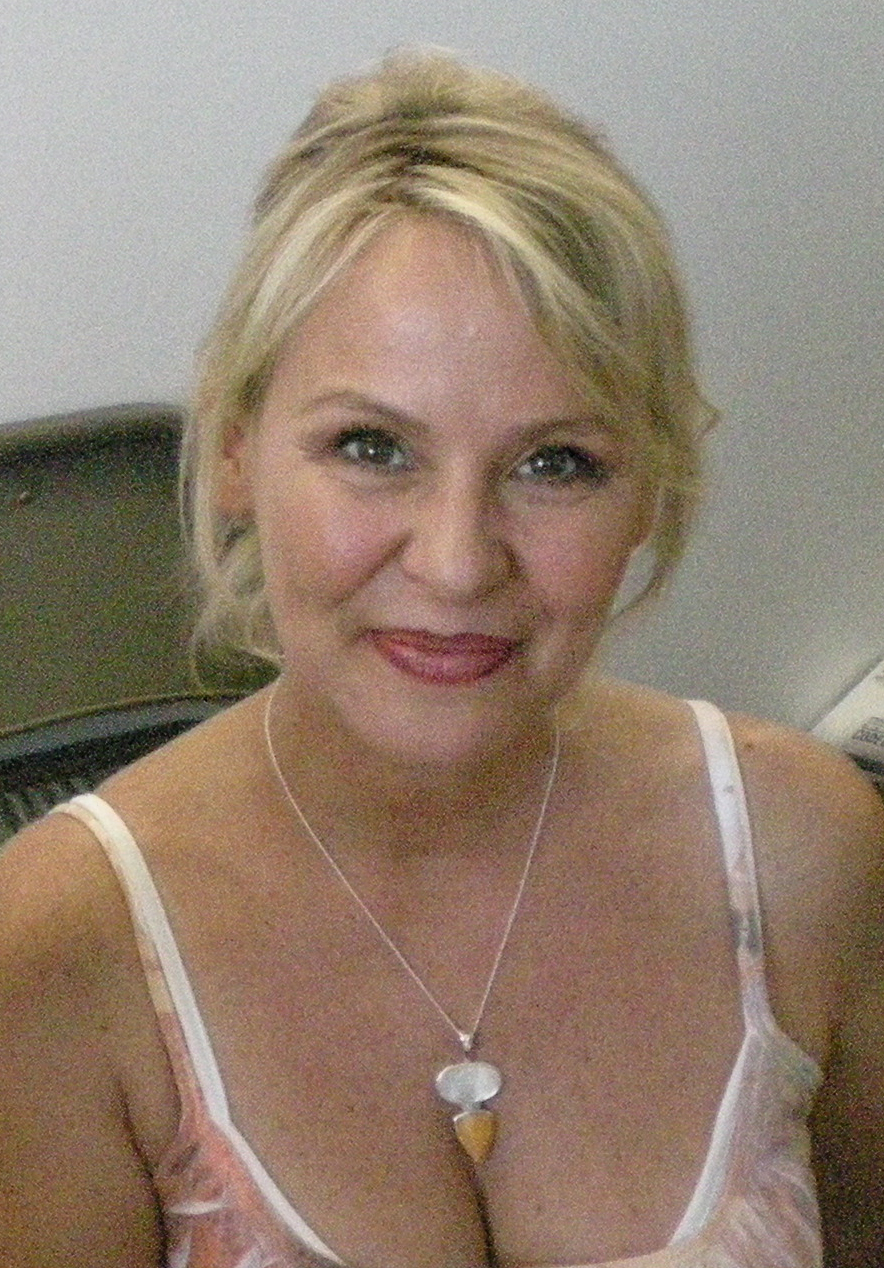

웬디 리(Wendee Lee, 1960년 2월 20일 ~ )는 미국의 영화배우, 성우, 각본가, 안무가, 영화 감독, 작가, 무대 연출가, 텔레비전 감독이다.
로스앤젤레스에서 태어났다.

## 영화
- 에버 애프터 하이 시즌4 (2016년) - 이블 퀸/리지/미라 목소리 역
- 에버 애프터 하이 시즌2 (2016년) - 이블 퀸/리지/미라 목소리 역
- 에버 애프터 하이 시즌3 (2016년) - 이블 퀸/리지/미라 목소리 역
- 에버 애프터 하이 시즌1 (2013년) - 이블 퀸/리지/미라 목소리  역
- 눈의 여왕 (2012년) - 삽키퍼 / 플라워 레이디 / 랩 우먼 역
- 러키☆스타 (2007년)
- 카라스:레블레이션 (2007년)
- 스즈미야 하루히의 우울 (2006년)
- IGPX (2005년)
- 파이널 판타지 7 - 어드벤트 칠드런 (2005년)
- 사무라이 참프루 (2004년)
- 망상대리인 (2004년)
- 스크랩드 프린세스 (2003년) - 영어 더빙 역
- 가드 가드 (2003년)
- 일기당천 (2003년)
- 오버맨 킹 게이너 (2002년)
- 아미티지: 듀얼 매트릭스 (2002년)
- 주온 - 극장판 (2002년) - 리카 영어 더빙 목소리 역
- 테니스의 왕자 (2001년)
- 파워 레인저 타임 포스 - 시리즈 (2001년)
- 카우보이 비밥 - 천국의 문 (2001년)
- 정글은 언제나 맑음 뒤 흐림, 하레와 쿠우 (2001년)
- 디지몬 어드벤처 : 우리들의 워 게임! (2000년) - 어린 T.K./파티 소녀1 영어 더빙 역
- 아르젠트 소마 (2000년)
- 디지몬 어드벤처 02: 전편 - 디지몬 허리케인 상륙!! 후편 - 초절진화!! 황금의 디지멘탈 (2000년)
- 뱀파이어 헌터 D (2000년)
- 디지몬 어드벤처 02 (2000년)
- 파워 레인저 - 로스트 갤럭시 (1999년)
- 빅 오 (1999년)
- 천지무용 2 - 아득한 마음 (1999년)
- 디지몽: 디지털 몬스터 (1999년)
- 동물 농장 특공대 (1998년)
- 퍼펙트 블루 (1998년)
- 아미티지 III: 폴리 매트릭스 (1997년)
- 알렉산더 전기 - 시리즈 (1997년)
- 아미티지 III (1994년)
- 마이티 모핀 파워레인저 (1993년)
- 블랙잭 OVA (1993년)
- 무사 쥬베이 (1993년)
- 기동전사 건담 F91 (1991년)
- 기동전사 건담 0080 - 포켓 속의 전쟁 (1989년)
- 크라잉 프리맨 (1988년)
- 맨발의 겐 (1983년)